# Belgian International 1959
Die Belgian International 1959 im Badminton fanden vom 28. Februar bis zum 1. März 1959 in Löwen statt.

## Finalergebnisse
| Disziplin    | Sieger                         | Finalist                                  | Ergebnis           |
| ------------ | ------------------------------ | ----------------------------------------- | ------------------ |
| Herreneinzel | Knud Aage Nielsen              | Ferry Sonneville                          | 15–13, 15–2        |
| Dameneinzel  | Tonny Holst-Christensen        | Inger Kjærgaard                           | 8–11, 11–2, 11–5   |
| Herrendoppel | Hugh Findlay Ronald Lockwood   | Knud Aage Nielsen Bjørn Holst-Christensen | 15–10, 6–15, 15–10 |
| Damendoppel  | Heather Ward Barbara Carpenter | Tonny Holst-Christensen Inger Kjærgaard   | 15–8, 15–9         |
| Mixed        | Hugh Findlay Heather Ward      | Ronald Lockwood Barbara Carpenter         | 15–11, 15–11       |